# Leucotenes coprosmae
Leucotenes coprosmae är en fjärilsart som först beskrevs av John S. Dugdale 1988.  Leucotenes coprosmae ingår i släktet Leucotenes och familjen vecklare. Inga underarter finns listade i Catalogue of Life.